# Transafghánský plynovod

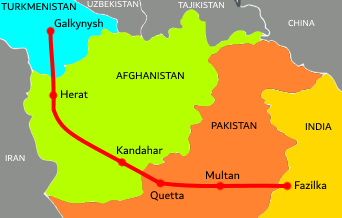
Mapa trasy plynovodu.

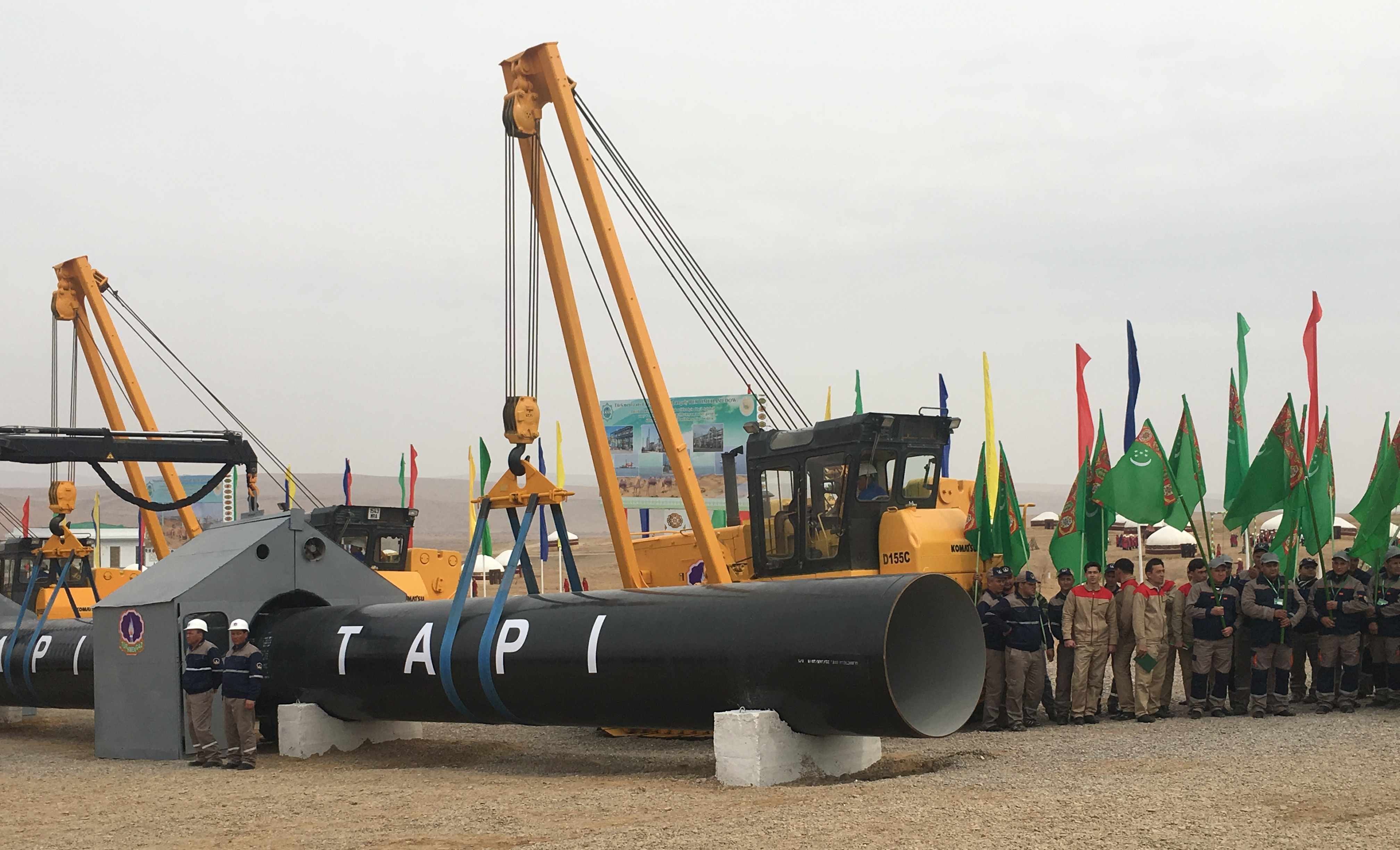
Oslava dokončení turkmenistánské části plynovodu.

Transafghánský plynovod (The Trans-Afghanistan Pipeline, TAP, TAPI) je navržený a v současné době probíhající projekt stavby plynovodu ze Střední Asie, oblasti kolem Kaspického moře, přes Afghánistán a Pákistán do Indie.
Původně cca 900, podle současných plánů 1680 km dlouhý produktovod má začínat v turkmenském Dauletabadském ložisku zemního plynu a veden do afghánského Herátu, od kterého bude pokračovat do Kándaháru a po překročení afghánsko-pákistánské hranice dál přes města Kvéta a Multán. Místem určení bude indické město Fazilka nedaleko indicko-pákistánské hranice. Pro odklonění plynovodu do Indie rozhodla spolupráce této země se Spojenými státy vstoupením do protitálibanské koalice v dubnu 2001.
Potrubí plynovodu má mít průměr 1420 mm a s provozním tlakem 100 atmosfér bude schopno ročně přepravit 33 mld. m³ zemního plynu. Podél produktovodu bude postaveno šest kompresorů.
Náklady tohoto mezinárodního projektu se odhadují na 3,5 mld. dolarů (2005), které jsou financovány z Asijské rozvojové banky. Zastánci projektu jej vidí jako moderní pokračování Hedvábné stezky. Nová afghánská vláda očekává provizi 8 % z výnosů.

## Vývoj
- Původní projekt začal v roce 1995 po podepsání inauguračního memoranda porozumění mezi vládami Turkmenistánu a Pákistánu.
- O rok později, 13. srpna 1996, bylo pro realizaci projektu zřízeno konsorcium Central Asia Gas Pipeline, Ltd (nebo zkráceně CentGas), vedené americkou nadnárodní společností Unocal a saúdskou ropnou společností Delta Oil jako dalším zakládajícím členem.[3]
- 27. října 1996 CentGas do projektu oficiálně začlenil několik mezinárodních ropných společností. Jeden ze zainteresovaných subjektů byla i vláda Turkmenistánu.
- Již od druhé poloviny roku 1996, do té doby Spojenými státy podporovaná[4] radikální náboženská skupina Tálibán začíná fakticky přebírat vládu nad Afghánistánem a s jejím fundamentalistickým islámským vyznáním začala představovat problém pro bezpečí projektu. Mezitím zájem o fosilní paliva z Turkmenistánu projevila brazilsko-argentinská dceřiná společnost British Petroleum – Bridas Amoco.[5] Spojené státy se pokoušely s Tálibanem vyjednávat.
- V dubnu 1997 byli nejvyšší představitelé Tálibánu pozváni na americkou půdu aby (ve státě Texas) o otázce plynovodu debatovali.[6] V lednu 1998 dal Tálibán CentGasu přednost před jihoamerickou konkurenční firmou Bridas a podepsal se Spojenými státy smlouvu, ve které se přislíbil nenarušit pokračování projektu.[7]
- 12. února 1998 byli představitelé Unocalu pozváni na slyšení Kongresu Spojených států, ve kterém sdělili, že dokud v Afghánistánu nebude stabilní, ostatními státy uznávaná, vláda, je stavba plynovou a plynovod samotný ohrožen.[8]
- V červenci 1998 se ruský Gazprom vzdal svých 10 % projektu, což mělo za následek, pozastavení projektu 21. srpna a odstoupení Unocalu v 8. prosince téhož roku. Po opuštění vedoucí hybné síly projektu byl CentGas na čtyři a půl roku zastaven.[9]
- Během 48 hodin po událostech z 11. září 2001 byl z útoků na území Spojených států obviněn Usáma bin Ládin, přebývající od roku 1996 v Afghánistánu.[10] 7. října armáda Spojených států zahájila proti členům Tálibánu a Al-Kájdy Operaci Trvalá svoboda několikadenními leteckými útoky a posléze rozsáhlou pozemní operací. 13. listopadu dobyla Kábul, v prosinci byl v Afghánistánu zvolen předseda přechodné vlády pozdější prezident Afghánistánu Hamíd Karzáí (který dřív pro Unocal pracoval jako konzultant[11][12][13][14]). Jiný bývalý poradce této společnosti a člen PNAC, Zalmay Khalilzad, do Afghánistánu směřuje po novém roce jako americký velvyslanec této země.[15] Armáda USA v Afghánistánu zůstává do dnešních dnů, zaměstnána pozemními boji s Tálibánem a poměrně rozsáhlou stavbou vojenských základen, zpravidla v místech plánovaného plynovodu.
- 27. prosince 2002 Karzáí spolu s čelnými představiteli Turkmenistánu a Pákistánu podepsali novou smlouvu za 3,2 mld. dolarů.[16]
- V roce 2005 Asijská rozvojová banka poslala konečnou verzi studie proveditelnosti projektu.
- V roce 2006 měla podle plánu začít stavba produktovodu na území Turkmenistánu, ale celková schůdnost projektu je zpochybnitelná vzhledem k tomu, že v náročném převážně hornatém terénu jižního Afghánistánu Američané stále nemají nad územím kontrolu a toto území je de facto pod vládou Tálibánu.
- Ke konci srpna 2007 začal Turkmenistán o dodávkách plynu jednat s Čínou a ruskou společností LukOil.[17]